# 久保摩耶子
久保 摩耶子（くぼ まやこ、1947年 - ）はドイツ、ベルリン在住の作曲家。神戸市生まれ。

## 経歴
彼女は大阪音楽大学ピアノ科を卒業後、1972年に渡欧してウィーン国立音楽大学作曲科でローマン・ハウベンシュトック＝ラマティ、エーリヒ・ウルバンナー、フリードリヒ・チェルハ。 ドイツのハノーファー音楽演劇大学で作曲をヘルムート・ラッヘンマンに師事。1985年からベルリンに拠点を移してヨーロッパ中心に作曲活動をする。1990年から4年間イタリアに滞在。1995年以降再びベルリンに定住。
1990年代からオペラに集中するが、現在に至まで約120の作品はソロから管弦楽までさまざまなジャンルに渡っている。1996年オーストリア、グラーツで初演された『羅生門』− グラーツ歌劇場とシュタイアーの秋委嘱作品、『羅生門』日本語による日生劇場東京初演（2002）。2005年新国立オペラ劇場委嘱作品『おさん、心中天網島物語より』の初演。2010年ベルリン教育芸術基金によるジュニアオペラ『クモの糸』初演。これらのオペラではすべて日本文学とヨーロッパ音楽から得たマテリアルを結びつける技法が駆逐されている。躍中短歌歌人松平盟子による『春の異変 - 東日本大震災を詠む』短歌をテキストにした弦楽オーケストラとソプラノの初演が2011年にベルリンで行なわれた。2008年に発足させた 「ヤコブ - ヤング・アジアン・室内オーケストラ・ベルリン」の芸術監督を務めるなど幅広く活動している。
1979年にブールジュ電子音楽国際作曲コンクールで入賞してデビュー。これは日本人の電子音楽分野における受賞のもっとも早期の例である。ダルムシュタット夏季現代音楽講習会やドナウエッシンゲン現代音楽祭でも活躍し、代表作の「ピアノ協奏曲」やグラーツで初演されたオペラ「羅生門」では師の影響の強い作風を示す。日本でも京都市交響楽団によって「交響曲第2番」が日本初演されていた。

## 作風
作品はクロスオーバー的なものから伝統的な交響曲まで幅が広い。社会問題をテーマにしたり、未知であり、また無整備の世界と美的な、また統一された様式を結ぶのが彼女の音楽である。緊張が頂点に達すると、呪術的オスティナートへ収斂するのが特徴である。近年ではラッヘンマン直伝のノイズは姿を消し、響きの安定した楽器法へ傾斜しているが師の構成法はまだ健在である。作品はブライトコプフ・ウント・ヘルテル社、ベルリンのフェラーク・ノイエ・ムジーク・ベルリン（Verlag Neue Musik）ウィーンのアリアドネ社(Ariadne Musikverlag Wien)から出版されている。

## 主要作品
- ピアノ協奏曲　(Klavierkonzert) 1985/86　ドナウエッシンゲン現代音楽祭委嘱作品
- ベルリン日記　(Berlinisches Tagebuch)　1989/90　ピアノソロ
- 交響曲第1番 (1. Sinfonie) 1993/94
- 羅生門　(Rashomon) 1994/95　オペラ　グラーツ初演ドイツ語，2000　東京初演日本語
- 交響曲第2番　『再会』　(2. Sinfonie - „Wiederkehr“)　2000　京都市委嘱
- おさん　(Osan – Geheimnis der Liebe) 2003/04 グランドオペラ　新国立劇場委嘱
- 焼け野　(Hwajon)　2007　アカペラ混声合唱　東京混声合唱団委嘱作品
- イザナミの涙　(Izanamis Tränen)　ギターソロ2007
- クモの糸 (Der Spinnfaden) 2009/10　ジュニアオペラ
- 三陸の歌（Sanriku-Lieder）2011 弦楽オーケストラとソプラノ

## ディスコグラフィー
- Berlinisches Tagebuch (1991) ベルリン日記　 CTH 2244
- Versuch über den Turm von Pisa (1993) ピサの斜塔のためのエッセイ FER 20014
- Imakosowa - Brich auf! (1995) 今こそは！ Durian 097/098-2
- Yasuko - aus dem Schwarzen Regen (1996) やすこ−黒い雨から ORF/MP 30/4-6
- Rashomon (1996) 羅生門 edition ARIADNE AD 998001